# Wohn- und Geschäftshaus Alt Westerhüsen 32

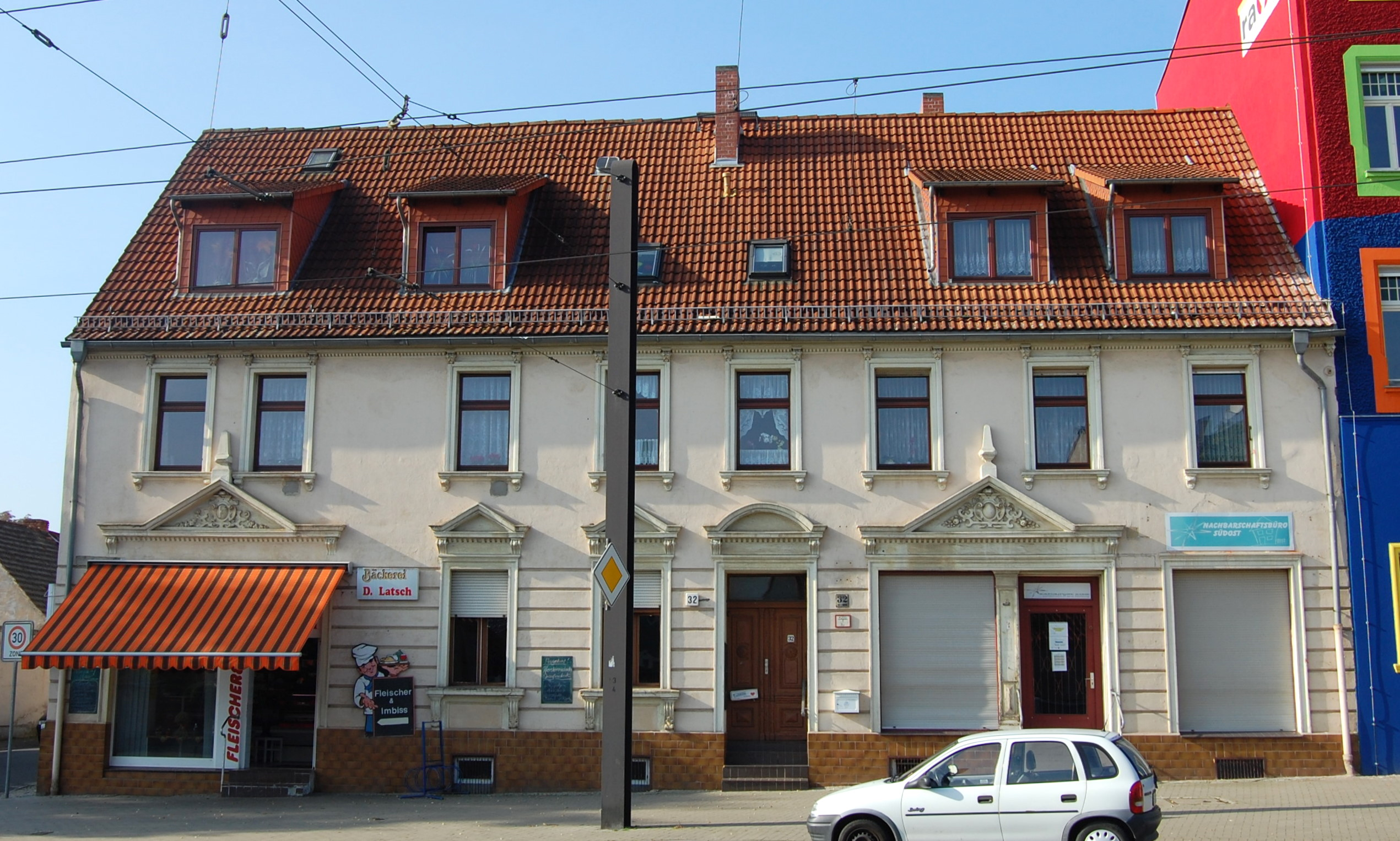
Wohn- und Geschäftshaus Alt Westerhüsen 32

Das Wohn- und Geschäftshaus Alt Westerhüsen 32 ist ein denkmalgeschütztes Gebäude im Magdeburger Stadtteil Westerhüsen.
Das Haus liegt an der Hauptstraße Alt Westerhüsen/Ecke Erfurter Straße. Nördlich grenzt dieHO-Galerie an.

## Architektur und Geschichte
Der zweigeschossige verputzte Bau entstand etwa 1880 im Stil des Neobarock. Das mit einem Satteldach bedeckte Haus, verfügt über eine reich gegliederte Fassade. Die im Erdgeschoss befindlichen Ladengeschäfte sind mit Stuckgiebeln besonders betont.
Bis zur Eingemeindung Westerhüsens nach Magdeburg im Jahr 1910 lautete die Adresse Schönebecker Straße 49. Vor der Errichtung des jetzigen Gebäudes war das Grundstück mit einem Kossatenhaus bebaut. Vor 1817 gehörte das Grundstück einem Martin Gottlob Lemcke, danach der Witwe Johanna Christ. Kath. Lemke, nach deren Wiederheirat dann Uebe, ab 1832 Peter Heinr. Uebe und Martin Wilh. Uebe, ab 1856 Martin Wilhelm Uebe. 1883 und somit zur ungefähren Bauzeit des heutigen Hauses ging das Grundstück in das Eigentum von Schmelzermeister Friedrich Fritsche über. Fritsche betrieb hier eine Fleischerei. Um die Jahrhundertwende bestand im Haus auch eine von Ludwig Hannuth geführte Porzellanwarenhandlung. Um 1914 wurde die Fleischerei von R. Holle geführt, Fritsche blieb jedoch Gebäudeeigentümer. Im Haus befand sich auch eine Delikatessenhandlung R. Schmidt und die Ländliche Spar- und Darlehnskasse Westerhüsen e.G.m.b.H. 1923 übernahm Fleischermeister Willy Fritsche das Eigentum am Haus und führte auch die Fleischerei. Ende der 1930er Jahre bestand im zweiten Laden das Feinkostgeschäft G. Voigt. In der Zeit der DDR war zumindest zunächst Frieda Fritsche als Eigentümerin eingetragen.
Auch heute (Stand 2010) befindet sich im Haus eine Fleischerei, in Kombination mit einer Bäckerei. Nachdem eine im rechten Ladengeschäft zuvor langjährig ansässige Drogerie aus Altersgründen geschlossen worden war, wurde dort ein Nachbarschaftsbüro Südost eingerichtet.